# Hendea coatesi
Hendea coatesi är en spindeldjursart som beskrevs av Forster 1968. Hendea coatesi ingår i släktet Hendea och familjen Triaenonychidae. Inga underarter finns listade i Catalogue of Life.